# Sahra
Sahra est le 3e album du chanteur algérien Khaled, sorti le 8 novembre 1996. 

L’album a été co-produit par Don Was, Philippe Eidel, Jean-Jacques Goldman et Clive Hunt, et y compris les performances de nombreux autres chanteurs du monde entier. Il a été enregistré aux États-Unis, en Jamaïque et en France. Il présente ce qui est peut-être la chanson la plus populaire de Khaled, Aïcha.  La plupart des morceaux sont chantés en arabe, avec un dosage notable de français. Ki Kounti est partiellement chanté en espagnol car il présente le chanteur de rock mexicain Saúl Hernández du groupe Caifanes. La chanson éponyme porte le nom de la première fille de Khaled, Sarah, à qui l'album est dédié avec sa mère, Samira. L’album Sahra est certifié disque de platine pour avoir atteint les 300 000 ventes d'albums en France. Il a été réédité par Wrasse Records aux États-Unis et au Royaume-Uni en 2005.
Albums de Khaled
N’ssi N’ssi
(1993) Hafla
(1998)
Singles
1. Aïcha
Sortie : août 1996
2. Ouelli El Darek
Sortie : 1997
3. Le jour viendra
Sortie : 1997
4. Lillah
Sortie : 1997

## Liste des titres
| 1.    | Sahra                            | Khaled                                | Philippe Eidel                              | 4:32 |
| 2.    | Oran Marseille (Oran mix)        | Khaled                                | Khaled, Don Was, Philippe Eidel, Clive Hunt | 5:08 |
| 3.    | Aïcha                            | Khaled, Jean-Jacques Goldman          | Jean-Jacques Goldman                        | 4:19 |
| 4.    | Lillah                           | Khaled, Adem Fathie                   | Lotfi Bouchnak                              | 4:24 |
| 5.    | Ouelli El Darek (feat. I Threes) | Khaled, Mustapha Kada                 | Khaled, Don Was, Philippe Eidel, Clive Hunt | 3:11 |
| 6.    | Detni Essekra                    | Khaled, Mustapha Kada                 | Philippe Eidel                              | 4:58 |
| 7.    | Walou Walou                      | Khaled, Mustapha Kada                 | Khaled, Don Was, Philippe Eidel, Clive Hunt | 4:17 |
| 8.    | Ki Kounti (feat. Saul Hernández) | Khaled, Mustapha Kada, Saul Hernández | Khaled, Don Was, Philippe Eidel, Clive Hunt | 4:40 |
| 9.    | Wahrane Wahrane                  | Khaled, Ahmed Wahdi                   | Don Was, Philippe Eidel, Clive Hunt         | 4:40 |
| 10.   | Haya Haya                        | Khaled, Mustapha Kada                 | Don Was, Philippe Eidel, Clive Hunt         | 4:37 |
| 11.   | Mektoubi                         | Khaled                                | Don Was, Philippe Eidel, Clive Hunt         | 3:55 |
| 12.   | Hey Ouedi                        | Khaled                                | Don Was, Philippe Eidel, Clive Hunt         | 4:12 |
| 13.   | Oran Marseille (feat. IAM)       | Khaled, Akhenaton, Shurik’n           | Akhenaton                                   | 4:25 |
| 14.   | Sratli                           | Khaled, Mustapha Kada, Philippe Eidel | Don Was, Philippe Eidel, Clive Hunt         | 4:36 |
| 15.   | Le jour viendra                  | Khaled, Jean-Jacques Goldman          | Jean-Jacques Goldman, Marie-José Molin      | 4:42 |
| 51:31 |                                  |                                       |                                             |      |

## Clips vidéo
- août 1996 : Aïcha
- 1997 : Ouelli El Darek
- 1997 : Le jour viendra
- 1997 : Lillah

## Classements
| Charts                        | Meilleure position |
| ----------------------------- | ------------------ |
| Belgique (Flandre Ultratop)   | 24                 |
| Belgique (Wallonie Ultratop)  | 7                  |
| France (SNEP)                 | 3                  |
| Pays-Bas (Mega Album Top 100) | 33                 |
| Suisse (Schweizer Hitparade)  | 26                 |

## Certifications
| Pays   | Certification | Ventes certifiées |
| ------ | ------------- | ----------------- |
| France | Platine       | 300 000           |